# Riprendimi
Riprendimi è un film del 2008 diretto da Anna Negri, prodotto da Francesca Neri e Claudio Amendola.
Presentato al Sundance Film Festival, è stato distribuito nelle sale cinematografiche italiane l'11 aprile 2008.

## Trama
Riprendimi è un film girato attraverso la forma narrativa del falso documentario. Il film racconta la storia di una giovane coppia, Giovanni e Lucia, rispettivamente un attore e una montatrice.
Giorgio ed Eros sono due cameraman che intendono realizzare un documentario sul precariato e sulle difficoltà sociali dell'era moderna ma si ritrovano a filmare la vita burrascosa di una coppia in crisi che giorno per giorno, attraverso i mesi, sembra inesorabilmente destinata a separarsi. Questo inaspettato materiale documentaristico condurrà i due cameraman a proseguire il progetto e a non abbandonarlo sebbene sia lontano dai loro intenti originari. Giovanni e Lucia vivono un periodo di profondo stress emotivo causato dalla monotonia coniugale cui sono approdati dopo anni di convivenza e un figlio. Giovanni si innamora di Michela e ne fa la sua amante senza però trovare il coraggio di dire a Lucia che intende lasciarla. I litigi con la compagna da un lato e le pressioni di Michela dall'altro spingono Giovanni a raccontare alla moglie dei propri tradimenti e a lasciare casa. Lucia è furibonda e fuori di sé ma sempre spalleggiata dalle sue amiche, ognuna con i propri problemi dalla gravidanza, all'infedeltà e all'eterno infantilismo. Con l'avanzare delle riprese Eros scopre di essere innamorato di Lucia e le confessa di non aver voluto abbandonare il progetto solo per starle vicino. 
Il documentario svela progressivamente la fallace sicurezza di una vita all'insegna dei sogni irraggiungibili suggeriti dai media, di una sfrenata quanto inutile ricerca della felicità e della realizzazione il cui raggiungimento è minato dall'individualismo e dall'insicurezza dell'uomo moderno. Tali caratteristiche si cristallizzano perfettamente nei protagonisti di questo film-documentario, così insicuri e fragili da non riuscire a vedere oltre sé stessi.

## Produzione
Riprendimi è stato girato a Roma con un budget molto ridotto; la regista ha dichiarato di aver girato e montato quasi tutto il film a casa sua, alcune scene sono state riprese a casa di amici. La Negri ha girato utilizzando delle piccole telecamere digitali, registrando su una memoria che ogni sera veniva riversata su un computer per poter essere elaborata, ha limitato le riprese a un periodo di tre settimane, e infine ha puntato su giovani talenti. In questo modo è riuscita a produrre Riprendimi con un budget ben al di sotto della media.
Inoltre la scelta di girare con le DVCAM ha senz'altro conferito quell'impronta documentaristica che, insieme a quel senso di immediatezza ricercato dalla Negri e all'utilizzo di lunghi piani, ha favorito la naturalezza della recitazione degli attori, tanto che lo spettatore ha quasi l'impressione che si tratti di un vero documentario.

## Riconoscimenti

### Sundance Film Festival
Riprendimi è stato designato per rappresentare l'Italia al Sundance Film Festival 2008, festival cinematografico che si svolge a Park City (Utah). Il film era una delle sedici pellicole in concorso nella sezione World Cinema - Dramatic provenienti da tutte le parti del mondo
La Negri racconta di aver spedito la pellicola per posta, rimanendo stupita dalla semplicità di come sia stata accettata a questo importante festival.